# Alfonso Lista
Alfonso Lista (Bayan ng Alfonso Lista) är en kommun i Filippinerna. Kommunen ligger på ön Luzon, och tillhör provinsen Ifugao. Folkmängden uppgår till 21 167 invånare.

## Barangayer
Alfonso Lista indelas i 20 barangayer.
| - Bangar - Busilac - Calimag - Calupaan - Caragasan - Dolowog - Kiling - Namnama - Namillangan - Pinto | - Poblacion - San Jose - San Juan - San Marcos - San Quintin - Santa Maria - Santo Domingo (Cabicalan) - Little Tadian - Ngileb - Laya |